# Franciszek Jerzmanowski
Franciszek Jerzmanowski herbu Dołęga (ur. 1737, zm. 3 maja 1802 w Brudnowie) – chorąży inowłodzki, burgrabia łęczycki od 1768, działacz polityczny i poseł na sejmy, w tym na Sejm Czteroletni, kawaler Orderu Świętego Stanisława.
W 1764 roku podpisał elekcję Stanisława Augusta Poniatowskiego. Od 1768 roku wielokrotnie posłował na sejmy z województwa łęczyckiego. Członek konfederacji Adama Ponińskiego w 1773 roku.  Jako poseł łęczycki i członek delegacji wraz ze Stanisławem Kożuchowskim, Janem Tymowskim, Ignacym Sucheckim, Tadeuszem Wołłodkowiczem i Stanisławem Bohuszewiczem należał do kierowanej przez Tadeusza Reytana i Samuela Korsaka opozycji przeciwko Adamowi Ponińskiemu na Sejmie Rozbiorowym. We wrześniu 1773 złożył manifest przeciwko ratyfikacji traktatów podziałowych I. rozbioru Polski. Na zakończenie obrad sejmu w kwietniu 1775 złożył manifest o nieważności wszystkich od 1773 do 1775 obrad związku czyli konfederacji. Poseł w 1782. W 1786 roku wybrany posłem na sejm z województwa łęczyckiego. Wybrany posłem na Sejm Czteroletni w 1788 roku z województwa łęczyckiego. Wybrany ze stanu rycerskiego sędzią Sejmu Czteroletniego w 1788 roku. 2 maja 1791 roku podpisał asekurację, w której zobowiązał się do popierania projektu Ustawy Rządowej.
W 1791 odznaczony Orderem Świętego Stanisława.
Zmarł w Brudnowie, pochowany został w pobliskim Domaniewie. Jednym z jego synów był gen. Paweł Jerzmanowski.